# Cehu Silvaniei
Cehu Silvaniei (Hongaars: Szilágycseh) is een gemeente en stad in het district Sălaj, in de regio Transsylvanië, Roemenië.

## Bevolking
In 2011 woonden er 7.214 inwoners waaronder 3.564 Hongaren (49%), 3.136 Roemenen (43%) en 433 Roma. De Hongaren vormden tot 2002 een absolute meerderheid en zijn nu dus een relatieve meerderheid.

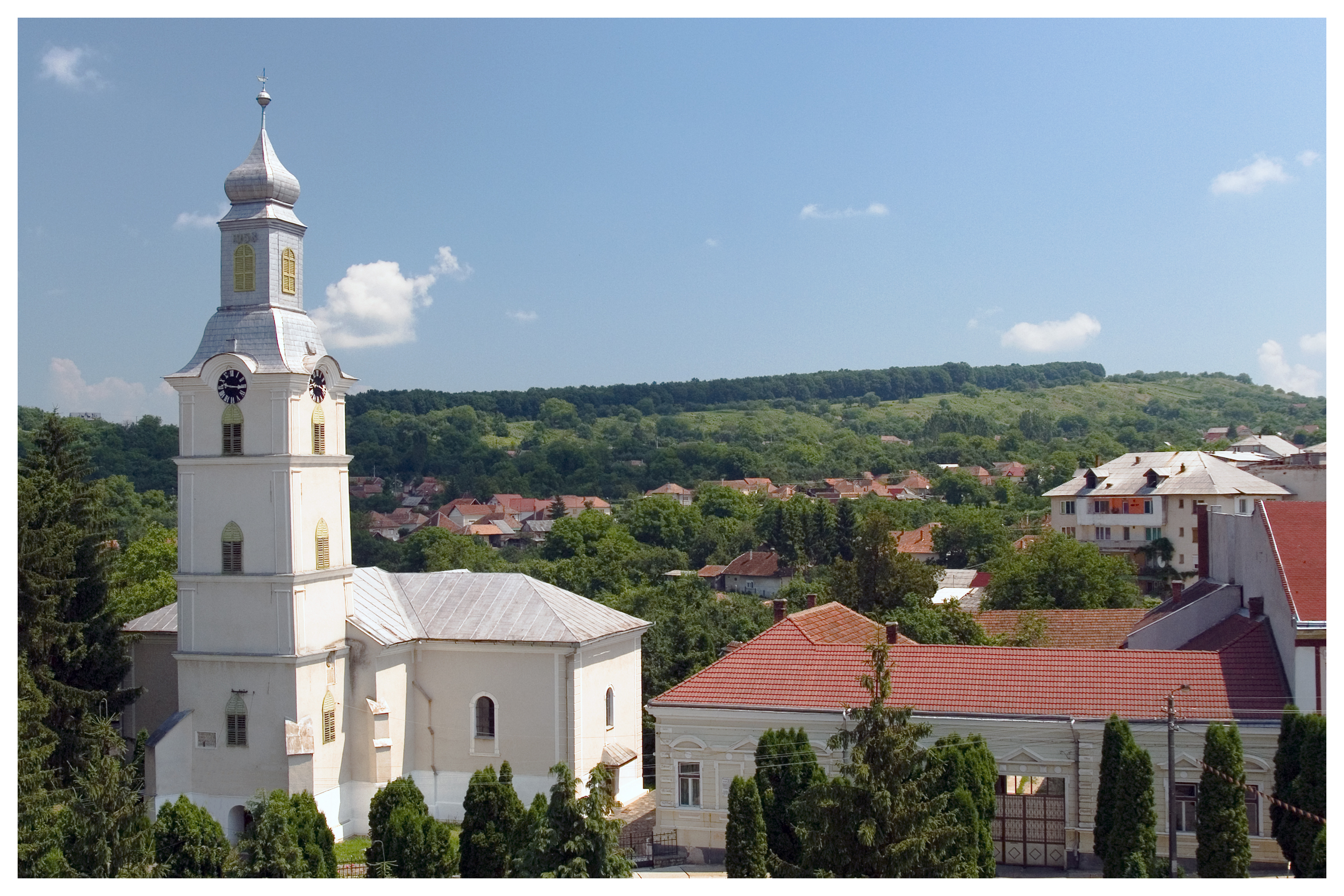